# 1680.
1680. je deveto desetletje v 17. stoletju med letoma 1680 in 1689. 